# 魯巴尼夫西克
48°8′26″N 35°47′18″E / 48.14056°N 35.78833°E

魯巴尼夫斯凱（烏克蘭語：Рубанівське），是位於烏克蘭中部的村落，隸屬第聶伯羅彼得羅夫斯克州的錫內利尼科韋區。該村處於羅斯塔維齊亞河畔，距離韋爾比夫西克和新伊萬尼夫卡2公里，2001年人口233。